# Temelucha rotunda
Temelucha rotunda là một loài tò vò trong họ Ichneumonidae.